# Lozen (België)
Lozen is een dorp en een parochie in de Belgische gemeente Bocholt. Het dorp telt 1123 inwoners (1 januari 2008).

## Geschiedenis
Vermoedelijk is Lozen ontstaan in de 15e eeuw als een leemstekersgemeenschap. De moerassen waaruit de streek toen bestond zijn in de 19e eeuw grotendeels drooggelegd door waterwerken (de Lossing), welke in 1870 gegraven werden.
Reeds eerder was er sprake van kanaalaanleg, en wel het Grand Canal du Nord, in 1809, dat van Antwerpen naar Venlo was gepland. Lozen lag op het hoogste punt van dit kanaal. Daarom moest dit kanaal vanuit hoger gelegen stromen gevoed worden, waartoe van 1804-1809 werd gewerkt aan een kanaaltje dat Maaswater aanvoerde vanaf Smeermaas.
Door de aanleg van de Zuid-Willemsvaart in opdracht van koning Willem I (1826) werd Lozen een knooppunt van kanalen en sluizen, waarbij het voedingskanaaltje en het voltooide oostelijk deel van het Canal du Nord werden verlengd tot 's-Hertogenbosch (als Zuid-Willemsvaart) en het traject van Lozen naar Antwerpen voortaan Kempens Kanaal ging heten, nadat het in 1828 was verbreed.
Het graven van de kanalen bracht ook een aanzienlijke toename van inwoners van Lozen met zich mee, hoewel de Belgische afscheiding in 1830 van nadelige invloed was op de scheepvaart door de Zuid-Willemsvaart.
De parochie werd gecreëerd in 1900 met als patroon de heilige Benedictus. Tijdens de Tweede Wereldoorlog stortten in Lozen drie Britse bommenwerpers neer, waarvoor nu een klein herdenkingsteken is opgericht.
Lozen is berucht voor de lange wachttijden voor het verkeer wanneer de brug van Sluis 17 op de Zuid-Willemsvaart omhoog wordt gehaald (de stop van Lozen).

## Bezienswaardigheden
- Het sluizencomplex en de kanalen
- De Sint-Benedictuskerk: aan Rondestraat 36, is de parochiekerk van Lozen. Deze neogotische kruiskerk werd gebouwd in 1890. In 1904 werd voor aan de kerk een westtoren vastgebouwd, en in 1931 werd de kerk nog vergroot
- De Priorij van Klaarland: In de Paastuin van deze priorij bevindt zich het graf van bisschop Paul Schruers

## Natuur en landschap
Lozen wordt gekenmerkt door een knooppunt van kanalen: de Zuid-Willemsvaart en het Kanaal Bocholt-Herentals. Ten noorden van Lozen ligt het natuurgebied Lozerheide, een voormalig vloeiveld en populierenplantage, waarin zich ook een grote visvijver bevindt. Verdere natuurgebieden vindt men langs de Lozerbroekbeek en de Balkerbeek. Deze beken, en ook de Veldhoverbeek, stromen in noordoostelijke richting om uiteindelijk in de Tungelroyse Beek uit te monden.

## Nabijgelegen kernen
Bocholt, Kaulille, Hamont, Budel-Dorplein
| Hamont       |                      | Budel-Dorplein (NL) |  | Boshoven (Weert) (NL) |
|              |                      |                     |  |                       |
| Grote-Brogel | Altweerterheide (NL) |                     |  |                       |
|              |                      |                     |  |                       |
| Kaulille     |                      | Bocholt             |  |                       |